# Stanisław Frycie
Stanisław Frycie (ur. 21 kwietnia 1933 w Włyniu koło Warty, zm. 14 maja 2013 w Warszawie) – polski historyk literatury, badacz twórczości dla dzieci i młodzieży i regionalnej kultury literackiej, pedagog, dydaktyk języka polskiego, redaktor czasopism społeczno–kulturalnych i oświatowych, wykładowca akademicki, profesor nauk humanistycznych. Opublikował ok. 400 prac naukowych i popularnonaukowych (książek, rozpraw, szkiców, artykułów, recenzji, prac edytorskich i redakcyjnych).

## Życiorys
Urodzony w rodzinie chłopskiej. W 1952 ukończył VIII Liceum Ogólnokształcące Towarzystwa Przyjaciół Dzieci w Łodzi. W latach 1952–1956 student filologii polskiej Wyższej Szkoły Pedagogicznej w Warszawie. Do 1963 pracował jako nauczyciel polonista, a następnie dyrektor Państwowego Liceum Pedagogicznego w Wolborzu. W 1958 był współtwórcą i członkiem zespołu redakcyjnego „Gazety Ziemi Piotrkowskiej”. W 1963 uzyskał stopień doktora nauk humanistycznych uzyskany na Wydziale Filologicznym Uniwersytetu Warszawskiego, tematem jego pracy doktorskiej był „Tydzień piotrkowski” (1873–1906), jeden z najlepszych periodyków tego czasu na ziemiach polskich (Monografia działu literackiego «Tygodnia» piotrkowskiego, promotor Eugeniusz Sawrymowicz).
W latach 1963–1965 organizator polonistyki w Rzeszowie w ramach Studium Terenowego krakowskiej Wyższej Szkoły Pedagogicznej, w latach 1965–1972 pracownik Wyższej Szkoły Pedagogicznej w Rzeszowie (obecnie Uniwersytet Rzeszowski): wykładowca, potem docent; kierownik Zakładu Literatury Polskiej, a w latach 1968–1970 dziekan Wydziału Filologicznego. Założyciel i redaktor naczelny „Kwartalnika Rzeszowskiego” (później jako miesięcznik społeczno-kulturalny „Profile”).
W 1972 pozbawiony funkcji w Rzeszowie oddelegowany do Warszawy. W latach 1972–1976 wicedyrektor Instytutu Kształcenia Nauczycieli, w latach 1976–1987 dyrektor Instytutu Programów Szkolnych. W latach 1974–1976 był redaktorem naczelnym „Nowej Szkoły”, a w latach 1976–1991 redaktorem naczelnym „Polonistyki”. Habilitował się w 1979 na Uniwersytecie Warszawskim na podstawie pracy Literatura dla dzieci i młodzieży w latach 1945-1970. Proza, a w 1984 uzyskał tytuł profesora nadzwyczajnego nauk humanistycznych.
Od 1990 pracownik Filii Akademii Świętokrzyskiej im. Jana Kochanowskiego w Piotrkowie Trybunalskim (obecnie Uniwersytet Jana Kochanowskiego), gdzie został kierownikiem Katedry Filologii Polskiej oraz w Akademii Humanistyczno-Ekonomicznej w Łodzi. Prezes Piotrkowskiego Towarzystwa Przyjaciół Nauk i redaktor naczelny „Zbliżeń Piotrkowskich”.
Członek stowarzyszeń naukowych, m.in.: Rzeszowskiego Towarzystwa Naukowego (członek Zarządu i przewodniczący Komisji Historycznoliterackiej, po 1972 członek honorowy); Towarzystwa Literackiego im. Adama Mickiewicza (członek Zarządu Oddziału w Rzeszowie 1964–1972, członek Zarządu Głównego 1972–1983); Komisji Historycznoliterackiej Oddziału PAN w Krakowie (członek). Członek komitetów naukowych PAN: 1972–1990: Komitet Nauki o Literaturze Polskiej PAN (członek, przewodniczący Komisji Dydaktyki Szkolnej 1984). 
Od 1950 członek PZPR, m.in. członek Komitetu Miejskiego w Rzeszowie, Komitetu Uczelnianego Wyższej Szkoły Pedagogicznej w Rzeszowie, Komitetu Wojewódzkiego PZPR w Rzeszowie, członek egzekutywy OOP przy Instytucie Kształcenia Nauczycieli w Warszawie. W 1958 został radnym Powiatowej Rady Narodowej w Piotrkowie Trybunalskim. W latach 1968–1973 radny Miejskiej Rady Narodowej w Rzeszowie.

## Publikacje
- „Tydzień” piotrkowski jako czasopismo społeczno-literackie, Kraków – Rzeszów 1964.
- Z tradycji kulturalnych Rzeszowa i Rzeszowszczyzny. Księga pamiątkowa dla uczczenia X-lecia Rzeszowskiego Oddziału Towarzystwa Literackiego im. Adama Mickiewicza, pod red. Stanisława Fryciego i Stefana Reczka, Rzeszów 1966.
- Wilhelm Mach – człowiek i pisarz. Zbiór artykułów i rozpraw, pod red. Stanisława Fryciego, Rzeszów 1968.
- Stanisław Piętak – poeta i prozaik. Zbiór rozpraw i artykułów, pod red. Stanisława Fryciego, Rzeszów 1969.
- Jan Wiktor – pisarz i społecznik. Zbiór szkiców i artykułów, pod red. Stanisława Fryciego, Rzeszów 1971.
- Rzeszowskie – awans i kontrasty. Zbiór reportaży, pod red. Stanisława Fryciego, Rzeszów 1972.
- Julian Przyboś – życie i dzieło poetyckie. Zbiór rozpraw i artykułów, pod red. Stanisława Fryciego, Rzeszów 1976.
- Stanisław Frycie, Literatura dla dzieci i młodzieży w latach 1945–1970. Zarys monograficzny. Materiały. T. 1, Proza, wyd. 2, Warszawa 1983.
- Stanisław Frycie, Współczesna nauka o literaturze dla dzieci i młodzieży i jej przedstawiciele, Piotrków Trybunalski 1996.
- Stanisław Frycie, O szkolnej klasyce, lekturach współczesnych sprzed lat i książkach dla młodzieży. Szkice literackie i krytyczne, Piotrków Trybunalski 2001.
- Stanisław Frycie, Maria Kownacka, Warszawa 2000.
- Stanisław Frycie, Małgorzata Musierowicz, Warszawa 2002.
- Stanisław Frycie, Marta Ziółkowska-Sobecka, Wioletta Bojda, Leksykon literatury dla dzieci i młodzieży, Piotrków Trybunalski 2007.
- Stanisław Frycie, Literatura dla dzieci i młodzieży w latach 1970–2005, Łódź 2014.